# Lista de episódios de Nicky, Ricky, Dicky & Dawn

Serie original da Nickelodeon USA

Nicky, Ricky, Dicky & Dawn é uma série americana produzida pela Nickelodeon. A série estreou em 13 de setembro de 2014 na Nickelodeon americana, no Brasil, estreou em 10 de novembro de 2014 e em Portugal, 26 de janeiro de 2015. Em 18 de novembro de 2014, a série foi renovada para uma segunda temporada.

## Resumo
| Temporada | Temporada | Episódios | Exibição original      | Exibição original   | Exibição no Brasil     | Exibição no Brasil     | Exibição em Portugal  | Exibição em Portugal  |
| Temporada | Temporada | Episódios | Estreia de temporada   | Final de temporada  | Estreia de temporada   | Final de temporada     | Estreia de temporada  | Final de temporada    |
| --------- | --------- | --------- | ---------------------- | ------------------- | ---------------------- | ---------------------- | --------------------- | --------------------- |
|           | 1         | 20        | 13 de setembro de 2014 | 24 de março de 2015 | 10 de novembro de 2014 | 27 de maio de 2015     | 26 de janeiro de 2015 | 14 de maio de 2015    |
|           | 2         | 25        | 23 de maio de 2015     | 6 de agosto de 2016 | 14 de setembro de 2015 | 12 de setembro de 2016 | 5 de outubro de 2015  | 9 de setembro de 2016 |
|           | 3         | 23        | 7 de janeiro de 2017   | 5 de agosto de 2017 | 1 de maio de 2017      | 7 de abril de 2018     | 14 de maio de 2017    | 27 de outubro de 2017 |
|           | 4         | 14        | 6 de janeiro de 2018   | 4 de agosto de 2018 | 16 de abril de 2018    | 28 de outubro de 2018  | 23 de abril de 2018   | 6 de agosto de 2018   |

## Episódios

### 1ª Temporada (2014-2015)
| # | #  | Título                                                                                                 | Dirigido por      | Escrito por                            | Exibição original                                                   | Código de produção | Audiência (em milhões) |
| --- | -- | --- | ----------------- | -------------------------------------- | ------------------------------------------------------------------- | ------------------ | ---------------------- |
| 1 | 1  | "Piloto" "Pilot"                                                                                       | Victor Gonzalez   | Matt Fleckenstein Michael Feldman      | 13 de setembro de 2014 10 de novembro de 2014 26 de janeiro de 2015 | 101                | 1.60                   |
| Nicky, Ricky, Dicky e Dawn são quadrigêmeos de 9 anos que não tem nada em comum além dos aniversários. Depois de uma discussão na escola, eles adotam um cão. Incapazes de trabalhar junto, as crianças brigam para decidir o nome do cão: Nicky = Gary, Ricky = Chip, Dicky = Mini Elvis/Pequeno Elvis, Dawn = Patas Fofas. |    | |                   |                                        |                                                                     |                    |                        |
| 2 | 2  | "Dawn se Muda" "Dawn Moves Out"                                                                        | Jonathan Judge    | Sarah Jane Cunningham Suzie V. Freeman | 20 de setembro de 2014 17 de novembro de 2014 27 de janeiro de 2015 | 102                | 1.53                   |
| Depois que os garotos arruinam uma festa do pijama de Dawn, ela decide que está na hora de ter seu próprio quarto. |    | |                   |                                        |                                                                     |                    |                        |
| 3 | 3  | "Get Sporty-Mais!" "Get Sporty-er!"                                                                    | Jonathan Judge    | Douglas Lieblein                       | 27 de setembro de 2014 24 de novembro de 2014 28 de janeiro de 2015 | 103                | 1.54                   |
| O rival de Tom na patinação no gelo abre uma loja de artigos esportivos. Enquanto isso, Dawn desconfia de uma nova amiga dos garotos, que é filha do rival. |    | |                   |                                        |                                                                     |                    |                        |
| 4 | 4  | "Campo de Cérebros" "Field of Brains"                                                                  | Eric Dean Seaton  | Natalie Barbrie Tim Brenner            | 4 de outubro de 2014 8 de dezembro de 2014 29 de janeiro de 2015    | 107                | 1.79                   |
| Depois de serem chamados de "pequenos" pela amiga da Josie, os quatro vão assistir um filme de zumbis, pensando que seus pais são zumbis. |    | |                   |                                        |                                                                     |                    |                        |
| 5 | 5  | "Dança Assustadora" "Scaredy Dance"                                                                    | Shannon Flynn     | Michael Feldman                        | 18 de outubro de 2014 15 de dezembro de 2014 30 de janeiro de 2015  | 111                | 1.52                   |
| Quando um garoto chama Dawn para dançar na festa de Halloween, Dawn revela seu segredo mais íntimo: Ela dança mal! Ricky e Dicky convidam a mesma garota. |    | |                   |                                        |                                                                     |                    |                        |
| 6 | 6  | "O Controle Remoto" "Remote Control Control"                                                           | Victor Gonzalez   | Andrew Hill Newman                     | 1 de novembro de 2014 22 de dezembro de 2014 31 de janeiro de 2015  | 105                | 2.36                   |
| Os quatro brigam pelo controle remoto. Seus pais proíbem eles de usarem a televisão por um mês, se eles discutirem no aniversário de casamento. Nicky e Ricky têm um plano para deixarem Dawn e Dicky de castigo. |    | |                   |                                        |                                                                     |                    |                        |
| 7 | 7  | "O Cocôpaldo" "Poo Dunnit"                                                                             | Eric Dean Seaton  | Douglas Lieblein                       | 8 de novembro de 2014 12 de março de 2015 junho de 2015             | 110                | 1.66                   |
| As crianças estão empolgadas para uma viagem em família a um Parque Aquático, mas seus pais ameaçam cancelar o passeio devido alguêm não ter puxado a descarga! |    | |                   |                                        |                                                                     |                    |                        |
| 8 | 8  | "Maldades Sem Limites" "I Got Your Back"                                                               | Eric Dean Seaton  | Tesha Kondrat                          | 15 de novembro de 2014 19 de janeiro de 2015 3 de fevereiro de 2015 | 109                | 2.09                   |
| Na tentativa de entrar para o time de futebol, Dawn acidentalmente despeja pudim sobre Nicky. Ricky apronta e a culpa vai para Dicky. |    | |                   |                                        |                                                                     |                    |                        |
| 9 | 9  | "A Triste Cauda de Gary-Chip-Mini Elvis-Pata Fofa" "The Sad Tail of Gary-Chip-Tiny-Elvis-Squishy-Paws" | Eric Dean Seaton  | David DiPietro Paul Ciancarelli        | 22 de novembro de 2014 26 de janeiro de 2015 4 de fevereiro de 2015 | 108                | 1.90                   |
| O cachorro dos Harpers aparece na televisão, e então, uma mulher aparece afirmando que o cachorro é dela. |    | |                   |                                        |                                                                     |                    |                        |
| 10 | 10 | "O Natal dos Harpers" "Santa's Little Harpers"                                                         | Shannon Flynn     | Tim Brennan Natalie Barbrie            | 29 de novembro de 2014 9 de abril de 2015 5 de fevereiro de 2015    | 113                | 2.24                   |
| As crianças competem entre si para comprarem um console de videogame no Natal. |    | |                   |                                        |                                                                     |                    |                        |
| 11 | 11 | "O Quadri-Aniversário de 10 Anos dos Harpers " "The Quadfather"                                        | Victor Gonzalez   | David DiPietro Paul Ciancarelli        | 10 de janeiro de 2015 6 de abril de 2015 6 de fevereiro de 2015     | 104                | 1.55                   |
| É o aniversário de Nicky, Ricky, Dicky e Dawn, e então, eles decidem que já são crescidos o suficiente para terem festas separadas, exceto Nicky. |    | |                   |                                        |                                                                     |                    |                        |
| 12 | 12 | " A Quadrisputa " "The Quad-Test"                                                                      | Eric Dean Seaton  | Michael Feldman Matt Fleckenstein      | 24 de janeiro de 2015 14 de abril de 2015 4 de maio de 2015         | 115                | 1.72                   |
| As crianças apostam para desistirem de seus pertences favoritos, e quem perder, terá que fazer as tarefas de todos por um mês. Participação Especial: Alex Morgan como ela Mesma. |    | |                   |                                        |                                                                     |                    |                        |
| 13 | 13 | "O Segredo" "The Secret"                                                                               | Robbie Countryman | Steven James Meyer David L. Moses      | 31 de janeiro de 2015 15 de abril de 2015 5 de maio de 2015         | 116                | 1.50                   |
| Quando Dawn descobre que seu peixe morreu 9 vezes, ela fica deprimida por seus irmãos quebrarem o Circulo de Confiança. Tom e os meninos tentam animá-la, e então, compram um papagaio. |    | |                   |                                        |                                                                     |                    |                        |
| 14 | 14 | "Pegue o Dinheiro e Corra!" "Take the Money and Run"                                                   | Shannon Flynn     | Sarah Jane Cunningham Suzie V. Freeman | 7 de fevereiro de 2015 8 de abril de 2015 6 de maio de 2015         | 112                | 1.47                   |
| Dawn vende uma pulseira que sua mãe lhe deu, para ganhar dinheiro. Os meninos tentam ser mais inteligentes que Tom, quando ele pega seus vídeo games obrigando a fazer esportes físicos. |    | |                   |                                        |                                                                     |                    |                        |
| 15 | 15 | "Dia dos Namorados" "Valentime's Day"                                                                  | Eric Dean Seaton  | Douglas Lieblein Angeline Olschewski   | 14 de fevereiro de 2015 25 de maio de 2015 7 de maio de 2015        | 118                | 1.80                   |
| Quando os quadrigêmeos veem uma fita antiga dizendo que foram eles que arruinaram o dia dos namorados de seus pais, eles tentam consertar. Depois, começam a achar que estão amaldiçoados. |    | |                   |                                        |                                                                     |                    |                        |
| 16 | 16 | "Dawn e os Porquinhos" "Piggy, Piggy, Piggy, & Dawn"                                                   | Trevor Krischner  | Matt Fleckenstein Michael Feldman      | 28 de fevereiro de 2015 25 de junho de 2015 8 de maio de 2015       | 117                | 2.09                   |
| Quando Dawn quer fazer a peça da Cachinhos Dourados no show de talentos e seus irmãos não a apoiam, ela decide sair. |    | |                   |                                        |                                                                     |                    |                        |
| 17 | 17 | "A Nova Babysitter dos Quadri-Gêmeos " "Quad-Ventures in Babysitting"                                  | Victor Gonzalez   | Michael Feldman                        | 7 de março de 2015 7 de abril de 2015 11 de maio de 2015            | 106                | 1.06                   |
| Quando os quatro imploram para seus pais pedindo que Josie seja sua babysitter, as coisas dão muito errado. |    | |                   |                                        |                                                                     |                    |                        |
| 18 | 18 | "Dia de Consulta" "M.D. Day"                                                                           | Jonathan Judge    | Steven James Meyer David L. Moses      | 14 de março de 2015 26 de maio de 2015 12 de maio de 2015           | 119                | 1.78                   |
| Os quatro estão determinados a irem ao médico, para ganhar uma torre de cookies, mas precisam enfrentar seus medos. |    | |                   |                                        |                                                                     |                    |                        |
| 19 | 19 | "Abraquadabra" "Abraquadabra"                                                                          | Eric Dean Seaton  | Sarah Jane Cunningham Suzie V. Freeman | 21 de março de 2015 27 de maio de 2015 13 de maio de 2015           | 120                | 1.43                   |
| Quando Ricky fica de castigo, seus irmãos tentam tirá-lo para ir a um aniversário. |    | |                   |                                        |                                                                     |                    |                        |
| 20 | 20 | "Problemas de Família" "Family Matters"                                                                | Sean Mulcahy      | Andrew Hill Newman                     | 24 de março de 2015 25 de junho de 2015 14 de maio de 2015          | 114                | 1.75                   |
| Os pais de Nicky, Ricky, Dicky e Dawn querem fazer uma noite de jogos dupla com outra família, mas ela é louca e competitiva. |    | |                   |                                        |                                                                     |                    |                        |

### 2ª Temporada (2015-2016)
- Brian Stepanek está ausente em 2 episódios.

| # | #  | Título                                                                | Dirigido por       | Escrito por                                          | Exibição original                                                | Código de produção | Audiência (em milhões) |
| --- | -- | --------------------------------------------------------------------- | ------------------ | ---------------------------------------------------- | ---------------------------------------------------------------- | ------------------ | ---------------------- |
| 21 | 1  | "A Gangue Sugar Beet" "Wanted: The Sugar Beet Gang"                   | Eric Dean Seaton   | David DiPietro Paul Ciancarelli                      | 23 de maio de 2015 14 de setembro de 2015 5 de outubro de 2015   | 201                | 1.11                   |
| Nicky, Ricky, Dicky e Dawn ficam juntos em um trabalho de história. Os quatro falam da Gangue da Beterraba e descobrem um tesouro.                                                                              |    |                                                                       |                    |                                                      |                                                                  |                    |                        |
| 22 | 2  | "Nada de "Se", "E" ou "Mas"" "No Ifs, Ands, or But-ers"               | Trevor Kirschener  | Sarah Jane Cunningham Suzie V. Freeman               | 30 de maio de 2015 16 de setembro de 2015 6 de outubro de 2015   | 203                | 1.51                   |
| Os quatro tentam impressionar uma sabe-tudo e abrem um clube na garagem. Tom quebra a parede, enquanto Anne quer impressionar o Clube do Livro.                                                                 |    |                                                                       |                    |                                                      |                                                                  |                    |                        |
| 23 | 3  | "Procurados: Lenda Urbana" "Urban Legend Outfitters"                  | Eric Dean Seaton   | Andrew Hill Newman                                   | 6 de junho de 2015 15 de setembro de 2015 7 de outubro de 2015   | 202                | 1.08                   |
| Dawn e Mae têm um blog que só fala a verdade, mas quebram um pouco a regra ao falarem do lendário Pé-de-Porco. Nicky fica na loja de doces. Dicky e Ricky são monitores de corredor. Pata Fofa desgosta de Tom. |    |                                                                       |                    |                                                      |                                                                  |                    |                        |
| 24 | 4  | "Faz Tudo Isso, Dawn" "Do-It-All Dawn"                                | Trevor Kirschener  | Douglas Lieblein                                     | 13 de junho de 2015 17 de setembro de 2015 8 de outubro de 2015  | 204                | 1.10                   |
| Dawn se sobrecarrega ao equilibrar sua vida no futebol, na tuba e na escola. Os meninos abrem um negócio de cachorro-quente.                                                                                    |    |                                                                       |                    |                                                      |                                                                  |                    |                        |
| 25 | 5  | "Acampamento Não Tão Feliz" "Unhappy Campers"                         | Robbie Countryman  | Tim Brenner Natalie Barbrie                          | 20 de junho de 2015 18 de setembro de 2015 12 de outubro de 2015 | 205                | 1.48                   |
| Após irem a um acampamento, os quatro fingem não se conhecerem. |    |                                                                       |                    |                                                      |                                                                  |                    |                        |
| 26 | 6  | "Em Apuros no Shopping " "Mall in the Family"                         | Shannon Flynn      | David L. Moses Steven James Meyer                    | 27 de junho de 2015 2 de novembro de 2015 13 de outubro de 2015  | 207                | 1.75                   |
| Nicky, Ricky, Dicky e Dawn passeam pelo shopping sozinhos. |    |                                                                       |                    |                                                      |                                                                  |                    |                        |
| 27 | 7  | "Eu Quero a Candace" "I Want Candace"                                 | Eric Dean Seaton   | Michael Feldman                                      | 11 de julho de 2015 4 de novembro de 2015 14 de outubro de 2015  | 209                | 1.31                   |
| Nicky, Ricky e Dicky estragam a chance de Dawn de conhecer sua ídola Candace Parker. Participação Especial: Candace Parker como ela Mesma.                                                                      |    |                                                                       |                    |                                                      |                                                                  |                    |                        |
| 28 | 8  | "O Trênis" "Sweet Foot Rides"                                         | Jody Margolin Hahn | Matt Fleckenstein                                    | 18 de julho de 2015 3 de novembro de 2015 15 de outubro de 2015  | 208                | 1.11                   |
| Os quatro acham que um homem roubou a nova invenção de seu pai. Eles tentam recuperá-la. |    |                                                                       |                    |                                                      |                                                                  |                    |                        |
| 29 | 9  | "O Poderoso Esquadrão Quadrado" "The Mighty Quad Squad"               | Trevor Kirschner   | Gigi McCreery Perry Rein                             | 25 de julho de 2015 5 de novembro de 2015                        | 212                | 1.24                   |
| Para salvar uma festa de criança, os quatro se fantasiam de super-heróis. Nicky acaba voando por causa de uma forte ventania e todo mundo acha que ele voa de verdade. Tom se machuca.                          |    |                                                                       |                    |                                                      |                                                                  |                    |                        |
| 30 | 10 | "A Cabana dos Quadrigêmeos" "Quaddy-Shack"                            | Eric Dean Seaton   | Tim Brenner Natalie Barbrie                          | 11 de novembro de 2015 22 de junho de 2016                       | 218                | 1.79                   |
| 31 | 11 | "Vai, Hollywood" "Go Hollywood"                                       | Jonathan Judge     | Michael Feldman Matt Fleckenstein                    | 25 de novembro de 2015 26 de maio de 2016 9 de abril de 2015     | 999                | 1.77                   |
| 32 | 12 | "Regras do Rock" "Rock 'n' Rules"                                     | Marian Deaton      | Suzie V. Freeman Sarah Jane Cunningham               | 9 de janeiro de 2016 17 de março de 2016                         | 215                | 1.47                   |
| 33 | 13 | " Balé e as Feras" "Ballet and the Beasts"                            | Robbie Countryman  | Andrew Hill Newman                                   | 16 de janeiro de 2016 21 de junho de 2016                        | 217                | 1.64                   |
| 34 | 14 | " Ela o Cegou com Ciência (Bob)" "She Blinded Him with Science (Bob)" | David Kendall      | Amy Pittman                                          | 23 de janeiro de 2016 15 de março de 2016                        | 211                | 1.64                   |
| 35 | 15 | "Harpers Para Presidente" "Harpers for President"                     | Robbie Countryman  | Eric Goldberg Peter Tibbals                          | 30 de janeiro de 2016 14 de março de 2016                        | 206                | 1.71                   |
| 36 | 16 | "A Porta da Tarde de Doggy" "Doggy Door Afternoon"                    | Jody Margolin Hahn | Paul Ciancarelli                                     | 6 de fevereiro de 2016 20 de junho de 2016                       | 216                | 1.59                   |
| 37 | 17 | "Três Homens e uma Mãe B." "Three Men and a Mae B."                   | Eric Dean Seaton   | Douglas Danger Lieblein                              | 13 de fevereiro de 2016 23 de junho de 2016                      | 220                | 1.53                   |
| 38 | 18 | "Diário de uma Quadrigêmea Brava" "Diary of an Angry Quad"            | Brian Stepanek     | Douglas Danger Lieblein Natalie Barbrie Tim Brenner  | 20 de fevereiro de 2016 1 de agosto de 2016                      | 225                | 1.67                   |
| 39 | 19 | "Quadribunal" "Quad Court"                                            | David Kendall      | Douglas Danger Lieblein                              | 27 de fevereiro de 2016 8 de março de 2016 17 de abril de 2016   | 210                | 1.48                   |
| 40 | 20 | "O Quadri-Plex" "The Quad-Plex"                                       | Trevor Kirschner   | Steven James Meyer David L. Moses                    | 5 de março de 2016 22 de junho de 2016                           | 219                | 1.44                   |
| 41 | 21 | "Nicky, Ricky, Dicky & Doente" "Nicky, Ricky, Dicky & Sicky"          | Trevor Kirschner   | Angeline Olschewski Amy Pittman                      | 9 de julho de 2016 18 de agosto de 2016                          | 224                | 1.37                   |
| 42 | 22 | "Missão In-Quadrável" "Mission: Un-Quaddable"                         | Michael Feldman    | Matt Fleckenstein Michael Feldman                    | 16 de julho de 2016 12 de setembro de 2016                       | 226                | 1.46                   |
| 43 | 23 | "Um Breve Caso de Popularidade" "A Brief Case of Popularity"          | Robbie Countryman  | David Dipietro                                       | 23 de julho de 2016 15 de agosto de 2016                         | 221                | 1.35                   |
| 44 | 24 | "Gente Nova no Pedaço" "New Kid on the Block"                         | Marian Deaton      | Andrew Hill Newman David L. Moses Steven James Meyer | 30 de julho de 2016 17 de agosto de 2016                         | 223                | 1.65                   |
| 45 | 25 | "A Arte de Revelar" "The Tell-Tale Art"                               | Jody Margolin Hahn | Sarah Jane Cunningham Suzie V. Freeman               | 6 de agosto de 2016 16 de agosto de 2016                         | 222                | 1.31                   |

### 3ª Temporada (2017)
| #  | #  | Título                                                                                     | Dirigido por       | Escrito por                          | Exibição original                                                | Código de produção | Audiência (em milhões) |
| -- | -- | ------------------------------------------------------------------------------------------ | ------------------ | ------------------------------------ | ---------------------------------------------------------------- | ------------------ | ---------------------- |
| 46 | 1  | "Quadrigêmeo Com Um Blog" "Quad with a Blog"                                               | Eric Dean Seaton   | Paul Ciancarelli David DiPietro      | 7 de janeiro de 2017 1 de maio de 2017 14 de maio de 2017        | 301                | 1.58                   |
| 47 | 2  | " Quadrigêmeo Estranho" "Odd Quad Out"                                                     | Robbie Countryman  | Amy Pittman                          | 14 de janeiro de 2017 3 de maio de 2017 21 de maio de 2017       | 302                | 1.84                   |
| 48 | 3  | "O Reality dos Quadrigêmeos" "Keeping Up with the Quadashians"                             | Trevor Kirschner   | Douglas Danger Lieblein              | 21 de janeiro de 2017 5 de maio de 2017 28 de maio de 2017       | 303                | 1.59                   |
| 49 | 4  | "O Grande Esquema Dos Parolos" "The Great Mullet Caper"                                    | Jody Margolin Hahn | Steven James Meyer David L. Moses    | 28 de janeiro de 2017 15 de maio de 2017 5 de junho de 2017      | 304                | 1.53                   |
| 50 | 5  | "A Corrida Dos Quadrigémeos" "Quadsled"                                                    | Trevor Kirschner   | Andrew Hill Newman                   | 4 de fevereiro de 2017 17 de maio de 2017 12 de junho de 2017    | 305                | 1.58                   |
| 51 | 6  | "Encontro na Feira Renascentista" "Ye Olde Hand Holde"                                     | Marian Deaton      | Patrice Asuncion Nick Rossitto       | 11 de fevereiro de 2017 19 de maio de 2017 19 de junho de 2017   | 309                | 1.52                   |
| 52 | 7  | " O Pior que Poderia Acontecer" "What's the Worst That Quad Happen?"                       | Lynn McCracken     | Peter Dirksen Jonathan Howard        | 18 de março de 2017 29 de julho de 2017 24 de agosto de 2017     | 310                | 1.25                   |
| 53 | 8  | "Ser Convidado Ou Não Ser (PT) Ser Ou Não Ser Convidado (BR)" "To Be Invited or Not to Be" | Robbie Countryman  | Andrew Hill Newman                   | 25 de março de 2017 7 de abril de 2018 31 de agosto de 2017      | 313                | 1.50                   |
| 54 | 9  | "Show de Pacto (BR)" "Ele-Funk in the Room"                                                | Eric Dean Seaton   | Natalie Barbrie                      | 8 de abril de 2017 4 de setembro de 2017 7 de setembro de 2017   | 307                | 1.37                   |
| 55 | 10 | "Lobisomem (BR)" "Tween Wolf"                                                              | Robbie Countryman  | Michael Feldman                      | 15 de abril de 2017 5 de setembro de 2017 14 de setembro de 2017 | 308                | 1.52                   |
| 56 | 11 | "Porquinho em Casa (BR)" "This Little Piggy Went to the Harpers"                           | Jody Margolin Hahn | Jonathan Howard & Peter Dirksen      | 22 de abril de 2017 6 de setembro de 2017 21 de setembro de 2017 | 306                | 1.63                   |
| 57 | 12 | "Eu Quero Minha Mãe de Volta (BR)" "I Want My Mae B. Back"                                 | Eric Dean Seaton   | Douglas Danger Lieblein              | 29 de abril de 2017 7 de setembro de 2017 28 de setembro de 2017 | 311                | 1.70                   |
| 58 | 13 | "As Buffa-Notícias (BR)" "The Buffa-Lowdown"                                               | Trevor Kirschner   | Michael Feldman                      | 6 de maio de 2017 8 de setembro de 2017 29 de setembro de 2017   | 314                | 1.28                   |
| 59 | 14 | "Castigo na Escola (BR)" "The Quadshank Redemption"                                        | Brian Stepanek     | Jeny Quine                           | 13 de maio de 2017 30 de setembro de 2017 16 de outubro de 2017  | 320                | 1.30                   |
| 60 | 15 | "Não é Bem Caridade (BR)" "Not-So-Sweet Charity"                                           | Neel Keller        | Jonathan Howard e Peter Dirksen      | 20 de maio de 2017 2 de outubro de 2017 17 de outubro de 2017    | 318                | 1.54                   |
| 61 | 16 | "Verão dos Quadrigêmeos (BR)" "One Quadzy Summer"                                          | Lynn McCracken     | David L. Moses e Steven James Meyer  | 3 de junho de 2017 9 de outubro de 2017 18 de outubro de 2017    | 319                | 1.45                   |
| 62 | 17 | "Professor Novo (BR)" "Quad for Teacher"                                                   | Angela Gomes       | Natalie Barbrie e Andrew Hill Newman | 10 de junho de 2017 10 de outubro de 2017 19 de outubro de 2017  | 316                | 1.27                   |
| 63 | 18 | "Dia da Quadepedência (BR)" "Quadepedence Day"                                             | Robbie Countryman  | Paul Ciancarelli e David Dipietro    | 17 de junho de 2017 11 de outubro de 2017 20 de outubro de 2017  | 315                | 1.51                   |
| 64 | 19 | "Cimentando o Legado (BR)" "Cementing the Quads' Legacy"                                   | Marian Deaton      | Amy Pittman                          | 8 de julho de 2017 12 de outubro de 2017 27 de novembro de 2017  | 323                | 1.17                   |
| 65 | 20 | "Objetivos dos Gémeos (PT) Desafio do Quarteto (BR)" "QUADGOALS"                           | Brian Stepanek     | David DiPietro e Paul Ciancarelli    | 15 de julho de 2017 13 de outubro de 2017 28 de novembro de 2017 | 312                | 1.05                   |
| 66 | 21 | "Quadrigêmeos no Espaço (BR)" "A Space Quadyssey"                                          | Jody Margolin Hahn | Gigi McCreery e Perry Rein           | 22 de julho de 2017 17 de outubro de 2017 29 de novembro de 2017 | 317                | 1.41                   |
| 67 | 22 | "YOCO (BR)" "YOCO"                                                                         | Eric Dean Seaton   | Nick Rossito e Patrice Asuncion      | 29 de julho de 2017 20 de outubro de 2017 30 de novembro de 2017 | 324                | 1.24                   |
| 68 | 23 | "O Maravilhoso Mágico dos Quadrigêmeos" "The Wonderful Wizard of Quads"                    | Trevor Kirschner   | Angeline Olschewski                  | 5 de agosto de 2017 27 de outubro de 2017 4 de novembro de 2017  | 998-60             | 2.00                   |

### 4ª Temporada (2018)
| #                               | #  | Título                                                                   | Dirigido por       | Escrito por                                                             | Exibição original                             | Cód. de produção | Audiência (em milhões) |
| ------------------------------- | -- | ------------------------------------------------------------------------ | ------------------ | ----------------------------------------------------------------------- | --------------------------------------------- | ---------------- | ---------------------- |
| 69                              | 1  | "Cara, Cadê Minha Escola? (BR)" "Dude, Where's My School?"               | Eric Dean Seaton   | Douglas Danger Lieblein                                                 | 6 de janeiro de 2018 16 de abril de 2018      | 401              | 1,08                   |
| 70                              | 2  | "Luta-Livre com Mae (BR)" "Wrestle-Mae-nia"                              | Robbie Countryman  | Natalie Barbrie                                                         | 13 de janeiro de 2018 20 de abril de 2018     | 407              | 1,15                   |
| 71                              | 3  | "Nicky, Ricky, Dicky & BeyDawncé (BR)" "Nicky, Ricky, Dicky & BeyDawncé" | Robbie Countryman  | David DiPietro Paul Ciancarelli                                         | 20 de janeiro de 2018 18 de abril de 2018     | 402              | 0,95                   |
| 72                              | 4  | "A Vida Difícil do Sucesso (BR)" "It's a Hard Knocks Life"               | Eric Dean Seaton   | Andrew Hill Newman                                                      | 27 de janeiro de 2018 19 de abril de 2018     | 403              | 1,13                   |
| 73                              | 5  | "Apoio ao Pata Fofa (BR)" "Sympathy for the Squishy"                     | Eric Dean Seaton   | Steven James Meyer David L. Moses                                       | 3 de fevereiro de 2018 20 de abril de 2018    | 404              | 1,08                   |
| 74                              | 6  | "Quadri-Harper Bicos (BR)" "The Harper Quad-Jobbers"                     | Trevor Kirschner   | Michael Feldman                                                         | 17 de fevereiro de 2018 2 de setembro de 2018 | 406              | 0,93                   |
| 75                              | 7  | "O Líder da Pilha (BR)" "Leader of the Stack"                            | Jody Margolin Hahn | Peter Dirksen & Jonathan Howard                                         | 2 de junho de 2018 9 de setembro de 2018      | 405              | 1,00                   |
| 76                              | 8  | "Crise de Quadridentidade (BR)" "Quadentity Crisis"                      | Robbie Countryman  | Amy Pittman                                                             | 9 de junho de 2018 16 de setembro de 2018     | 408              | 0,79                   |
| 77                              | 9  | "Quadrigêmeos e Fantasmas (BR)" "Quadbusters"                            | Brian Stepanek     | Nick Rossito & Patrice Asuncion                                         | 23 de junho de 2018 23 de setembro de 2018    | 409              | 0,82                   |
| 78                              | 10 | "Crocogêmeos Dundee (BR)" "Quadcodile Dundee"                            | Trevor Kirschner   | Paul Ciancarelli & David DiPietro                                       | 30 de junho de 2018 7 de outubro de 2018      | 411              | 0,71                   |
| Ausentes: Mace Coronel (Dicky). |    |                                                                          |                    |                                                                         |                                               |                  |                        |
| 79                              | 11 | "Crush Proibido (BR)" "House Crushing for Dummies"                       | Trevor Kirschner   | Jonathan Howard & Peter Dirksen                                         | 14 de julho de 2018 14 de outubro de 2018     | 412              | 0,95                   |
| Ausentes: Mace Coronel (Dicky)  |    |                                                                          |                    |                                                                         |                                               |                  |                        |
| 80                              | 12 | "Gêmeos Abusados (BR)" "We'll Always Have Parasites"                     | Lynn McCracken     | Douglas Danger Lieblein                                                 | 28 de julho de 2018 30 de setembro de 2018    | 410              | 0,88                   |
| Ausentes: Mace Coronel (Dicky)  |    |                                                                          |                    |                                                                         |                                               |                  |                        |
| 81                              | 13 | "Teoria Quadrispiratória (BR)" "Quadspiracy Theory"                      | Siobhan Devine     | Natalie Barbrie & Andrew Hill Newman                                    | 4 de agosto de 2018 21 de outubro de 2018     | 413              | 0,95                   |
| Ausentes: Mace Coronel (Dicky)  |    |                                                                          |                    |                                                                         |                                               |                  |                        |
| 82                              | 14 | "Primeira e Última Melhor Amiga (BR)" "Lasties with Firsties"            | Michael Feldman    | História: Michael Feldman Teleplay: David L. Moses & Steven James Meyer | 4 de agosto de 2018 28 de outubro de 2018     | 414              | 0,84                   |
| Ausentes: Mace Coronel (Dicky)  |    |                                                                          |                    |                                                                         |                                               |                  |                        |